# François-Xavier Joseph de Casabianca
François-Xavier Joseph de Casabianca (Nizza, 27 giugno 1796 – Parigi, 24 maggio 1881) è stato un politico, avvocato e nobile francese.
Fu ministro dell'agricoltura e del commercio, delle finanze e quindi presidente del consiglio di stato nel governo di Luigi Napoleone Bonaparte.

## Biografia

### I primi anni
François-Xavier Joseph de Casabianca nacque a Nizza il 27 giugno 1796. I suoi genitori erano François-Louis-Camille-Giocante de Casabianca (1776-1837) e Maria-Ilaria (1773-1835). Proveniva da un'antica famiglia della Corsica che aveva contribuito all'annessione dell'isola al territorio francese. Era nipote del generale Raphaël de Casabianca. Suo zio era stato creato conte dell'impero nel 1806 per decreto di Napoleone.
Joseph de Casabianca si diplomò con buoni risultati al lycée Napoléon, studiando poi legge all'Università di Parigi. Nel 1820 divenne membro del foro di Bastia, in Corsica, e compì il praticantato come avvocato sino al 1848. Fu bonapartista, e si mantenne al di fuori dei pubblici uffici durante tutto il regno di Luigi Filippo di Francia.

### Politico e ministro
Dopo la rivoluzione di febbraio del 1848, il 23 aprile, venne eletto membro dell'assemblea costituente come rappresentante per la Corsica. Dopo le elezioni presidenziali del 10 dicembre 1848 divenne uno dei più zelanti sostenitori del presidente Luigi Napoleone Bonaparte. Venne rieletto il 13 maggio 1849 sempre come rappresentante per la Corsica. Continuò a supportare il presidente, ma con lui ebbe anche dei contrasti per le sue tendenze filo-monarchiche.
Il 26 ottobre 1851 de Casabianca venne nominato ministro dell'agricoltura dopo il ritiro di Léon Faucher.
Nel nuovo gabinetto di governo guidato dal generale de Saint-Arnaud divenne ministro della guerra.
Dopo alcune settimane divenne ministro delle finanze e rimase tale sino al colpo di stato del 2 dicembre 1851. Avvisato dell'imminente colpo di stato il giorno precedente dallo stesso Luigi Napoleone, si rifiutò di prendervi parte e venne per questo sollevato dal suo incarico temporaneamente.
Il 22 gennaio 1852, de Casabianca venne incaricato di organizzare nuovamente il suo ministero. Lasciò l'incarico il 28 luglio 1852 quando entrò nel senato, dove votò la creazione del secondo impero francese e continuò a votare con la maggioranza.

### Gli ultimi anni
Con decreto datato 5 marzo 1864 de Casabianca divenne procuratore generale della Corte dei Conti di Francia.
Nel corso della guerra franco-prussiana (19 luglio 1870 – 10 maggio 1871), il 4 settembre 1870, decise di ritirarsi a vita privata.
Tornò in politica per un breve periodo quando venne eletto il 14 maggio 1876 come deputato per la costituente di Bastia.
Si schierò coi bonapartisti nell'Appel au peuple, e non prese parte alle elezioni del 1877.
Joseph de Casabianca venne nominato grand'ufficiale della Legion d'Onore nel 1858.
Morì a Parigi il 24 maggio 1881.